# Кубок Кар'яла 2012
Кубок Кар'яла 2012 — міжнародний хокейний турнір у Фінляндії в рамках Єврохокейтуру, проходив 7—10 листопада 2012 року у Турку та один матч у чеському місті Ліберець.

## Результати та таблиця
| 1. | Чехія     | *** | 1:0      | 2:1      | 3:1 | 3 | 3 | 0 | 0 | 0 | 6:2 | 9 |
| 2. | Фінляндія | 0:1 | ***      | 2:1 бул. | 3:1 | 3 | 1 | 1 | 0 | 1 | 5:3 | 5 |
| 3. | Росія     | 1:2 | 1:2 бул. | ***      | 3:2 | 3 | 1 | 0 | 1 | 1 | 5:6 | 4 |
| 4. | Швеція    | 1:3 | 1:3      | 2:3      | *** | 3 | 0 | 0 | 0 | 3 | 4:9 | 0 |

М — підсумкове місце, І — матчі, В — перемоги, ВО — перемога по булітах (овертаймі), ПО — поразка по булітах (овертаймі), П — поразки, Ш — закинуті та пропущені шайби, О — очки

## Найкращі гравці турніру
| Воротар  | Ондржей Павелець  |
| Захисник | Стаффан Кронвалль |
| Нападник | Сакарі Салмінен   |

## Команда усіх зірок
| Воротар  | Ондржей Павелець |
| Захисник | Петтері Нуммелін |
| Захисник | Ілля Нікулін     |
| Нападник | Сакарі Салмінен  |
| Нападник | Мікко Койву      |
| Нападник | Петр Недвед      |